# Trichomonascus ciferrii
Trichomonascus ciferrii är en svampart som först beskrevs av M.T. Sm., Van der Walt & Johannsen, och fick sitt nu gällande namn av Kurtzman & Robnett 2007. Trichomonascus ciferrii ingår i släktet Trichomonascus och familjen Trichomonascaceae.   Inga underarter finns listade i Catalogue of Life.